# Johan Goosen
Pour les articles homonymes, voir Goosen.

a Compétitions nationales et continentales officielles uniquement.

b Matchs officiels uniquement.
Dernière mise à jour le 26 juin 2024.
Johannes Lodewikus Goosen dit Johan Goosen, né le 27 juillet 1992 à Burgersdorp, est un joueur sud-africain de rugby à XV qui évolue au poste de demi d'ouverture ou d'arrière. Il joue en équipe d'Afrique du Sud depuis 2012 et aux Blue Bulls en Currie Cup depuis 2021.
Il a évolué en 2011 avec les Free State Cheetahs en Currie Cup puis de 2012 à 2014 avec les Cheetahs dans le Super 15 avant de rejoindre le Racing Métro 92 pour la saison 2014-2015. En 2018, il retourne en Afrique du Sud durant quelques mois pour les Cheetahs dans le Pro14 avant de signer au Montpellier HR, club ou il évolue de juillet 2018 à 2021.

## Biographie

### Carrière en club

#### Débuts en Afrique du Sud (2011-2014)
Johan Goosen fait ses débuts avec les Free State Cheetahs lors de l'édition 2011 de la Vodacom Cup. Il intègre l’effectif des Cheetahs l'année suivante et fait ses débuts dans le Super 15. Il est appelé en équipe nationale par le sélectionneur Heyneke Meyer avant le troisième match du Rugby Championship. Il obtient sa première sélection à tout juste 20 ans lors de la défaite 26 à 19 contre l'équipe d'Australie le 8 septembre 2012, en rentrant en fin de match pour remplacer Morné Steyn. Il est reconduit dans le groupe la semaine suivante contre les All Blacks et débute de nouveau le match sur le banc des remplaçants. Il rentre en seconde mi-temps à la place de Morné Steyn et marque des premiers points pour les Springboks en passant une pénalité. Les Sud-Africains s'inclinent néanmoins sur le score de 21 à 11.
Sa carrière est ensuite perturbée par de nombreuses blessures. Après une blessure à l'épaule qui réduit sa saison 2012, il se blesse au genou en fin de la même année. Au début de la saison suivante, il se rompt les ligaments du genou, ce qui nécessite une intervention chirurgicale et le prive de matchs avec les Springboks,. Bien que ne pouvant jouer, Heyneke Meyer le convoque pour la tournée en Europe afin de lui faire participer à la vie du groupe. Meyer, qui pense que ce joueur peut être un élément important pour les Springboks pour les années suivantes, veut également lui faire découvrir les conditions de jeu qui pourront être identiques lors de la grande échéance de la coupe du monde 2015. 
Revenu de blessure, il dispute la saison 2014 de Super 15 avec les Cheetahs, participant à 14 rencontres et inscrivant 143 points. Il retrouve également une place au sein de l'équipe d'Afrique du Sud, rentrant en jeu lors d'une rencontre du mois de juin face au pays de Galles à Durban.  En octobre 2014, il est convoqué par Heyneke Meyer dans un groupe de 36 joueurs pour les tests de novembre où il joue un match, contre l'Italie.

#### Racing 92 (2014-2017)
En 2014, il signe un contrat de trois ans en faveur du club français du Racing Metro 92. Pour sa première saison en France, il dispute seize rencontres de championnat de France dont huit titularisations, inscrivant un total de 77 points, trois essais, onze pénalités, trois drops et dix transformations. Il ne participe toutefois pas aux phases finales où le Racing Metro 92 s'incline en barrages face au Stade français Paris. Il participe également à six rencontres de coupe d'Europe 2014-2015, pour 26 points. Après cinq rencontres de poule, il participe à la défaite en quarts de finale face aux Anglais de Saracens sur le score de 12 à 11.
Durant la demi-finale de la coupe d'Europe 2015-2016, face au Leicester Tigers, il inscrit un essai à la 60e minute qui est finalement refusé par l'arbitre Nigel Owens. Lors d'un placage, il est soumis à un protocole commotion puis il est autorisé à retrouver le terrain. Succédant au rôle de buteur à Dan Carter, il inscrit à la 74e minute une pénalité en coin donnant un avantage de dix points à son équipe, avant de que les Anglais ne parviennent à réduire cet avantage, pour une victoire finale sur le score de 19 à 16 Cette sortie fait ensuite l'objet d'une enquête pour vérifier que la décision de sa rentrée rapide, quatre minutes après sa sortie, est conforme aux règles du protocole. Après avoir été laissé au repos, il est de nouveau présent lors de la finale face à Saracens. Il inscrit une pénalité de 55 mètres qui permet à son équipe d'égaliser à trois partout, le club anglais remportant finalement le trophée grâce à une victoire 21 à 9. Finalement, il dispute sept matchs dans cette compétition, inscrivant 26 points, dont un essai.  En Top 14, le Racing 92, quatrième de la phase régulière doit disputer les barrages des phases finales. Goosen dispute les trois rencontres de celle-ci, inscrivant une pénalité face au Stade toulousain, puis un essai et une transformation lors de la victoire 34 à 33 après prolongation face à Clermont. Lors de la finale, disputée au Camp Nou de Barcelone, il inscrit neuf points, trois pénalités, lors de la victoire 29 à 21 de son équipe face au Rugby club toulonnais.
Après seulement trois matchs joués avec son club en octobre et novembre 2016, Jacky Lorenzetti, président du Racing 92, annonce que Johan Goosen refuse de rentrer d'Afrique du Sud après son match de sélection contre le Pays de Galles, durant lequel il était titulaire au poste d'arrière. il annonce ensuite sa retraite du rugby en décembre 2016 pour occuper un poste de directeur commercial dans une entreprise agricole en Afrique du Sud. Goosen déclare par la suite qu'il croyait que cette décision était une erreur.

#### Cheetahs puis Montpellier HR (2018-2021)
Le 22 février 2018, le club de Montpellier HR annonce la signature du joueur pour 3 ans après que le président  Mohed Altrad ait racheté sa clause libératoire estimée à 1,5 million d'euros. Cependant, libéré de ses obligations avec le club parisien, le joueur rejoint en mars 2018, le club des Cheetahs pour effectuer avec le club sud-africain quelques matchs en Pro14, son arrivée dans le club montpelliérain étant programmée pour le mois de juillet 2018.

### Carrière en sélection
Il retrouve les Springboks en 2016, pour la première journée du Rugby Championship. Le nouveau sélectionneur Allister Coetzee le titularise au poste d'arrière face à l'Argentine. Malgré son premier essai sous le maillot sud-africain, sa prestation est jugée comme manquée mais il est toutefois reconduit en tant que titulaire lors du deuxième match face aux Argentins. Il dispute les deux rencontres suivantes, face à l'Australie, où il inscrit un nouvel essai lors de la défaite 23 à 17 à Brisbane, puis face à la Nouvelle-Zélande, défaite 41 à 13 à Christchurch.

## Statistiques
Au 7 octobre 2016, Johan Goosen compte dix sélections, dont sept en tant que titulaire, en Afrique du Sud. Il inscrit vingt points, deux essais, deux pénalités et deux transformations. Il obtient sa première sélection avec les Springboks le 8 septembre 2012 contre l'Australie .
Il participe à deux éditions du Rugby Championship, en 2014 et 2016.

## Palmarès

### En club
Johan Goosen remporte un titre de champion de France avec le Racing 92 le 24 juin 2016 (victoire contre Toulon 29-21). Avec son club, il participe lors de cette même saison à la finale perdue de la coupe d'Europe face au club anglais des Saracens.
Il remporte le Challenge européen en 2021 avec Montpellier.

### Distinctions personnelles
Il est le meilleur réalisateur du Championnat du monde junior en 2011 avec 86 points à égalité avec Gareth Anscombe.
Lors de la Nuit du rugby 2016, il est élu meilleur joueur du Top 14 pour la saison 2015-2016.